# John Molson (1787-1860)
Pour les articles homonymes, voir Molson (homonymie).
 (mai 2021).
Si vous disposez d'ouvrages ou d'articles de référence ou si vous connaissez des sites web de qualité traitant du thème abordé ici, merci de compléter l'article en donnant les références utiles à sa vérifiabilité et en les liant à la section « Notes et références ».
John Molson, né à Montréal, 3 octobre 1787 - 12 juillet 1860), est un homme d'affaires, juge de paix et homme politique canadien et québécois.  

## Biographie
Il est le fils aîné de John Molson l'ancien. Il travaille avec son père dans la brasserie et s'intéresse aux techniques de production de la bière. En 1810, son père lui confie la direction de l'entreprise. Par ailleurs, avec le mécanicien John Jackson, il étudie les principes et les applications de la puissance à vapeur. Ces connaissances lui sont utiles dans les autres entreprises de la famille, notamment la navigation.
En 1837, il devient le président de la première compagnie de chemin de fer au Canada, St Lawrence and Champlain. En 1857, il rejoint son frère William Molson pour l'organisation de la Banque Molson.